# Örményes (Románia)
Örményes (románul Armeniș, a helyi ejtés szerint Arminiș [armi'niʃ], németül Armönisch) falu Romániában, a Bánságban, Krassó-Szörény megyében.

## Fekvése
Karánsebestől 27 km-re dél–délkeletre, a Temes partján fekszik.

## Nevének eredete
Nevét az azonos nevű patakról kapta. Ugyan a patak a mai falutól mintegy három km-re torkollik a Temesbe, a falu eredetileg a patak mentén, a mai Sat Bătrân ('Ófalu') községrész és a forrásvidék (Oberșia Armenișului) közé települt. A név az örvény szó régi magyar őrmény alakjából való. Nemcsak 'örvényes viz'-et jelölhetett, de – mivel az őrmény kézimalmot is jelentett – olyan vizet is, melynek mentén malomkőnek alkalmas kőzetet találtak. A közeli Fenes-patak nevének hasonló eredete az utóbbi jelentést valószínűsíti. Történeti névalakjai: Eőrménnyes (1428), Ermenis (1430), Ermenes (1467), Armenyes (1480), Jarmenes (1501), Orminyes (1690–1700), Armönis (1769), Armenis (1829). 1878-ban felavatott vasútállomása az Armoenisch nevet viselte.

## Története
Itteni, valószínűleg román kenézi családból származott a Fiáth család. Karánsebes 1658-as török elfoglalása után a Dunántúlon telepedtek le és a későbbiekben fontos szerepet játszottak a vidék történetében. Egyik águk bárói címet szerzett.
A 16–17. században Alsó- és Felsőőrményes. 1603-ban a Fiáth család öt, a Flore és a Gerlistyei családok egy-egy porta után adóztak.
1774-ben az Oláh-Bánsági Határőrezred szlatinai századához csatolták. 1789-ben vonták össze mai helyére. 1880-tól Krassó-Szörény vármegye Teregovai járásához tartozott. A 20. század elején családfői többsége erdei munkásként kereste kenyerét. Házai többsége már kőből vagy téglából épült, cseréppel fedve. A Temes árterében nagy cigánytelep terült el. 1945 után vált ki belőle Plopu, Sat Bătrân és Sub Margine.

## Lakossága
1900-ban 2598 lakosából 2529 volt román, 39 német és 21 cigány anyanyelvű; 2530 ortodox és 58 római katolikus vallású. 34%-uk tudott írni–olvasni és 1%-uk beszélt magyarul.

2002-ben 1391 lakosából 1371 román és 14 cigány nemzetiségű, 1349 ortodox és 22 baptista.

## Gazdaság
Szarvasmarhatartás, fafeldolgozás.

## Látnivalók
- Az Örményesi-szoros (Cheile Armenișului) a Temes szűk áttörése, az autóút és a vasút hidakon és alagutakon keresztül halad át rajta.
- A sziklába vájt Piatra Scrisă ('Írott kő') ortodox remetekolostor a falu határában, a Temes felett átívelő vasúti híd tövében található. Először egy 1788-as katonai térkép tüntette föl, Stinca Sfintei Treimi ('Szentháromság sziklája') néven. Egy sziklára festett ikon köré települt, amelyet 1822-ben újítottak föl. 1929–30-ban épült kápolnája, 1990-ben szentelték újra.[1]
- Sandu Florea helyi születésű trombitás emlékműve.

## Híres emberek
- Itt született 1963-ban Marcel Vela, a Ludovic Orban-kormány belügyminisztere.

## Források

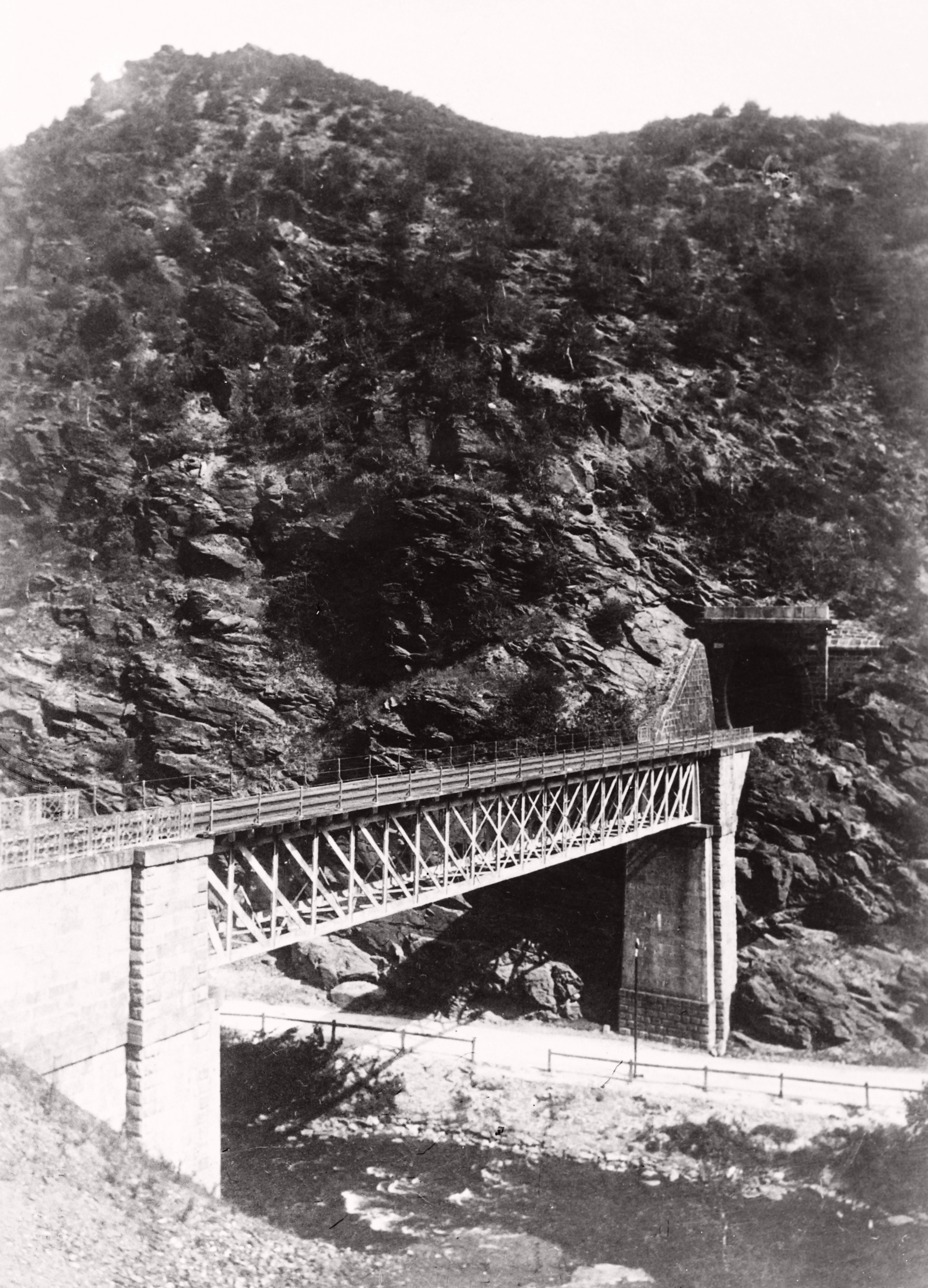
Vasúti híd az Örményesi-szorosban (1904)